# Maman a tort
Maman a tort (franska; engelsk titel: My Mother is Wrong) är Mylène Farmers debutlåt från 1984. 
Låten spelades in i två versioner, en på franska som med namnet Maman a tort, och en på engelska med namnet My Mother is Wrong. Låten finns med på hennes debutalbum Cendres de lune från 1986.
Själva låten handlar om en ung flicka och en sjuksköterska på ett sjukhus som blir kära i varandra.